# Feria de la Ganadería
La Feria de la Ganadería es un evento que se realiza anualmente en el mes de junio en la ciudad de Montería, Córdoba, Colombia. Se realiza desde 1960 con el fin de conmemorar la creación del departamento de Córdoba el 18 de junio de 1952.
En la feria se realizan diferentes eventos como juzgamientos bovinos, exposiciones, feria artesanal, entre otros y congrega a los ganaderos de todo el país. También se realiza paralelo a la feria, el Reinado Nacional de la Ganadería desde 1961 y el Reinado Internacional de la Ganadería desde 2008, donde participan candidatas de toda América Latina.